# Jakob Eklund (acteur)
Jakob Anders Eklund (Annedals församling, 21 januari 1962) is een Zweedse acteur.

## Biografie
Eklund is de zoon van acteurs Olof Eklund en Brit Ångström. Hij volgde zijn opleiding aan de Swedish National Academy of Mime and Acting in Stockholm en maakte zijn filmdebuut in Änglagård. Hij is voornamelijk bekend wegens zijn optreden als politie-inspecteur Johan Falk in de gelijknamige filmreeks.
In 1998, 2000 en 2004 werd de Zweed in de categorie 'Beste acteur' genomineerd voor een Guldbagge met zijn rollen in respectievelijk Spring för livet, Noll tolerans (onderdeel van de Johan Falk-reeks) en Om jag vänder mig om (Daybreak). In 2004 ontving Eklund met het volledige ensemble van Om jag vänder mig om (Daybreak) de Zilveren Beer.

### Privé
Eklund werd op zijn 18e voor het eerst vader. Later, op de toneelschool, ontmoette hij Marie Richardson, met wie hij trouwde en nog twee kinderen heeft.

## Filmografie (selectie)
| Jaar        | Titel                           | Rol                  | Type productie | Opmerkingen     |
| ----------- | ------------------------------- | -------------------- | -------------- | --------------- |
| 1992        | Änglagård                       | Mårten Flogfält      | Film           |                 |
| 1997        | Spring för livet                | Erik                 | Film           |                 |
| 1998        | Pip-Larssons                    | Pappa Patrik Larsson | Televisieserie | 12 afleveringen |
| 1999 - 2015 | Johan Falk                      | Johan Falk           | Filmreeks      | 20 films        |
| 2001        | Anderssons älskarinna           | Lars Andersson       | Miniserie      | 6 afleveringen  |
| 2003        | Om jag vänder mig om (Daybreak) | Rickard              | Film           |                 |
| 2003 - 2007 | Tusenbröder                     | Petter               | Televisieserie | 7 afleveringen  |
| 2006        | Möbelhandlarens dotter          | Frank Tidman         | Miniserie      | 7 afleveringen  |
| 2006        | Wallander                       | Frank Borg           | Filmreeks      | 1 film          |
| 2019 - 2022 | Heder (Honour)                  | Klas Botvid          | Televisieserie | 17 afleveringen |
| 2020        | Cold Courage                    | Berg                 | Televisieserie | 8 afleveringen  |
| 2020        | Maskineriet (The Machinery)     | Henrik               | Televisieserie | 8 afleveringen  |
| 2022        | Beck                            | Börje Järnlund       | Filmreeks      | 1 film          |